# Lepidopilum apophysatum
Lepidopilum apophysatum är en bladmossart som beskrevs av Hampe in Bescherelle 1872. Lepidopilum apophysatum ingår i släktet Lepidopilum och familjen Daltoniaceae. Inga underarter finns listade i Catalogue of Life.